# Comuna Škocjan
Škocjan (Občina Škocjan) este o comună din Slovenia, cu o populație de 3.035 de locuitori (2002).

## Localități
Bučka, Čučja Mlaka, Dobrava pri Škocjanu, Dobruška vas, Dolenje Dole, Dolenje Radulje, Dolnja Stara vas, Dule, Gabrnik, Gorenje Dole, Gorenje Radulje, Goriška Gora, Goriška vas pri Škocjanu, Gornja Stara vas, Grmovlje, Hrastulje, Hudenje, Jarčji Vrh, Jelendol, Jerman Vrh, Klenovik, Mačkovec pri Škocjanu, Male Poljane, Močvirje, Osrečje, Ruhna vas, Segonje, Stara Bučka, Stopno, Stranje pri Škocjanu, Škocjan, Štrit, Tomažja vas, Velike Poljane, Zaboršt, Zagrad, Zalog pri Škocjanu, Zavinek, Zloganje